# Horsley (Northumberland)
Horsley è un paese della contea del Northumberland, in Inghilterra.